# 菲耶讷
菲耶讷（法語：Fiennes，法語發音：[fjɛn]）是法国上法蘭西大區加来海峡省的一个市镇，属于加来区。

## 地理
菲耶讷（50°49'36"N, 1°49'30"E）面积11.64 平方千米，位于法国上法蘭西大區加来海峡省，该省份为法国北部沿海省份，西北濒北海，南至索姆省，东临北部省。
与菲耶讷接壤的市镇（或旧市镇、城区）包括：卡菲耶、雷蒂、费尔克、吉讷、阿尔丹冈、埃尔默兰冈。

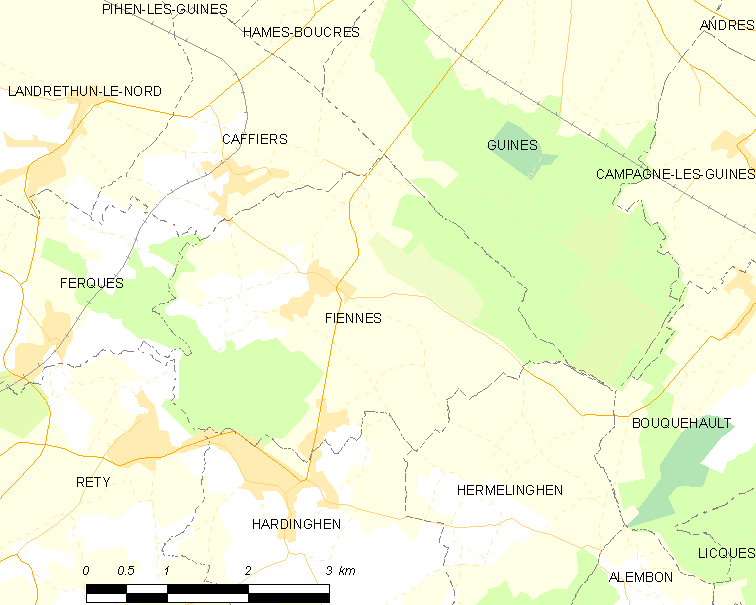
菲耶讷的OSM定位图

菲耶讷的时区为UTC+01:00、UTC+02:00（夏令时）。

## 行政
菲耶讷的邮政编码为62132，INSEE市镇编码为62334。

## 政治
菲耶讷所属的省级选区为加来第二县。

## 人口

1962-2008年间菲耶讷人口变化图示

菲耶讷于2022年1月1日时的人口数量为849人。